# Пожежа (фільм, 1984)
«Пожежа» («Հրդեհ») — радянський художній фільм 1984 року, знятий режисером Дмитром Кесаянцем на кіностудії «Вірменфільм».

## Сюжет
У сільського вчителя вщент згоріло житло. Односельці поспівчували вчителеві та вирішили збудувати йому новий будинок.

## У ролях
- Фрунзик Мкртчян — Рубен
- Хорен Абрамян — директор ресторану
- Генріх Алавердян — Арменак
- Армен Хостікян — Деренік
- Верджалуйс Міріджанян — Грануш
- Люся Оганесян — Арусь
- Володимир Григорян — Патвакан
- Рафаель Сароян — Ованнес
- Василь Назлуханян — Вартан
- Гоаріна Хачікян — Гоар
- Леонард Саркісов — Єрванд
- Карен Джангірян — голова міськкому
- Артуш Гедакян — дядько
- Геворк Геворкян — охоронник
- Місаїл Галоян — епізод
- Размік Мансурян — епізод
- Алла Оганесян — епізод
- Аветіс Оганян — епізод
- Олена Пашинян — епізод
- Шамірам Тертерян — епізод
- Маріка Тумасова — епізод

## Знімальна група
- Режисер — Дмитро Кесаянц
- Сценарист — Георгій Арутюнян
- Оператор — Альберт Явурян
- Композитор — Роберт Амірханян
- Художник — Рафаель Бабаян